# Larinia delicata
Larinia delicata là một loài nhện trong họ Araneidae.
Loài này thuộc chi Larinia. Larinia delicata được William Joseph Rainbow miêu tả năm 1920.